# Louis-Hilaire de Conzié
Louis-François-Marc-Hilaire de Conzié dit Louis-Hilaire de Conzié, né le 6 mars 1736 au château de Pommier à Saint-Martin-du-Mont, mort en exil à Londres le 16 décembre 1805, ou le lendemain 17 décembre, est un évêque français de la fin du XVIIIe siècle.

## Famille
Louis-François-Marc-Hilaire de Conzié est issu de la famille de Conzié, établie en Bresse, fils de François-Mamert de Conzié, baron de Pommier (ou Pomier), et d'Isabelle-Françoise-Madeleine Damas d'Anlezy. Il est le frère aîné de François de Conzié. 
Il naît le 6 mars 1736 dans le château de Pommier, situé sur la commune de Saint-Martin-du-Mont.

## Formation
Issu de la branche des Conzié-Poncin, Louis-Hilaire de Conzié rejoint l’état ecclésiastique très jeune. Il est formé sous la direction de l'abbé Léger par l’école renommée de la  communauté des prêtres  de Saint-André-des-Arts, à Paris.
Il est tonsuré le 22 septembre 1748, puis est élevé au sous-diaconat en 1757. Il est ordonné diacre en 1758 et fait chanoine de Senlis la même année, puis ordonné prêtre catholique en 1759.

## Carrière épiscopale: deSaint-OmeràArras
En 1759, il devient vicaire général de Senlis pour Armand de Roquelaure, évêque de Senlis.
Nommé à l'évêché de Saint-Omer  le 14 avril 1766, et sacré évêque le 11 mai de la même année, il occupe ce siège peu de temps. Il a pour grand vicaire son frère François, qui lui succède sur le siège de Saint-Omer.
Louis-Hilaire de Conzié est nommé au siège épiscopal d'Arras, beaucoup plus important, le 21 août 1769. De droit, l'évêque d'Arras est président-né du clergé aux États d'Artois. En 1773, il est aussi nommé abbé commendataire de l'abbaye du Gard, dans le diocèse d'Amiens, qui avait été en possession pendant la décennie précédente du futur cardinal de Talleyrand-Périgord, mais il n'y vient qu'une fois.
Selon certains biographes, il aurait été le protecteur de Robespierre : il l'aurait recommandé auprès de l'abbé de Saint-Vaast pour l'attribution d'une bourse au collège Louis-le-Grand de Paris (qui est accordée à Robespierre en septembre 1769).
En 1770, il fait reconstruire l'évêché d'Arras, actuel hôtel de la Préfecture.
En 1774, pressenti pour l'archevêché de Tours, il préfère laisser ce siège à son frère François de Conzié, qui lui avait succédé à Saint-Omer.

## Sous la Révolution française
Élu député du clergé de l'Artois aux États généraux, il refuse sa députation et y est remplacé par le curé de Ligny-sur-Canche.
En 1790, il suit le comte d'Artois en émigration. Il appartient notamment au comité de contre-révolution que préside le prince à Turin. Juste après la chute de la monarchie, le 22 octobre 1792, la Convention le décrète accusé
Il devient ensuite l'aumônier du Prince de Condé, qu'il suit en Italie, Allemagne, Russie et Grande-Bretagne .
Lors du Concordat de 1801, l'évêque d'Arras ne donne pas sa démission, comme l'exige le pape Pie VII ; il signe les réclamations contre cet accord. Il est le dernier évêque d'Arras de l'Ancien Régime.
Il meurt à Londres, probablement le 16 décembre 1804, en laissant une place importante dans l’histoire diplomatique de la contre-révolution . 

### Sources
- Arch. nat. (Paris), T 221, Papiers de Louis-Hilaire de Conzié (1732-1804)  Fiche BORA du fonds T 221 q.v. .